# Бархатовське сільське поселення
Ба́рхатовське сільське поселення (рос. Бархатовское сельское поселение) — муніципальне утворення у складі Ісетського району Тюменської області, Росія.
Адміністративний центр — село Бархатово.

## Історія
Станом на 2002 рік присілок Турушево у статусі села перебував у складі Бобилевської сільради.

## Населення
Населення — 1124 особи (2020; 1168 у 2018, 1137 у 2010, 1188 у 2002).

## Склад
До складу поселення входять такі населені пункти:
| Населений пункт    | Населення, осіб (2002) | Населення, осіб (2010) |
| ------------------ | ---------------------- | ---------------------- |
| Бархатово, село    | 704                    | 707                    |
| Гаєва, присілок    | 332                    | 302                    |
| Турушево, присілок | 152                    | 128                    |